# San Jorge (Samar)
San Jorge é um município de  quarta classe de renda municipal (d) na província Samar, nas Filipinas. De acordo com o censo de 1 de maio  de  2020 possui uma população de 17 579 pessoas e 3 990 domicílios.